# Pasul Delușor
Pasul Delușor este o trecătoare situată  între Munții Vrancei și Munții Penteleu, aflați în grupa sudică a Carpaților Orientali – Carpații de Curbură, la altitudinea de 1200 m. Trecătoarea leagă văile Bâsca Mare și Bâsca Mică.

## Date geografice
Se află în partea de sud-vest a Munților Vrancei, între un vârf scund de 1477 m din culmea secundară Lăcăuți – Manișca Mare – Clăbuci și Piscul Hergheliei (1413 m) din Masivul Penteleu, într-o poiană.
Ascensiunea în pas se face dinspre nord-vest din Comandău pe valea Holomului și dinspre sud-est din valea Bâscei Mici
Spre nord se află Pasul Mușat și spre sud-vest spre Pasul  Buzău, iar spre est Pasul Barcani (Zagon).

## Elemente antropice
Pasul era străbătut în trecut de o cale ferată forestieră care unea valea Bâscei Mici cu Comandăul, aparținând sistemului deservit de calea ferată forestieră Covasna–Comandău. Prin valea Bâscei Mici, se făcea astfel mai departe legătura cu calea ferată forestieră dinspre Nehoiu.

## Obiective turistice de interes situate în apropiere
- Traseul turistic ce unește Pasul Mușat cu valea Bâscei Mari, trecând prin vârfurile Lăcăuți din Munții Vrancei și Vârful Penteleu din Masivul Penteleu.[5]
- Observatorul „Punctul Frăției Neamului Românesc” situat la punctul de intersecție al provinciilor Transilvania, Moldova și Muntenia, pe Muntele Giurgiu la cota 1435 m.[11]